# Parallel Lines
Albums de Blondie
Plastic Letters
(1977) Eat to the Beat
(1979)
Singles
1. Picture This
Sortie : 26 août 1978
2. I'm Gonna Love You Too
Sortie : Septembre 1978
3. Hanging on the Telephone
Sortie : 30 octobre 1978
4. Heart of Glass
Sortie : 3 janvier 1979
5. Sunday Girl
Sortie : Mai 1979
6. One Way or Another
Sortie : 1979

Parallel Lines est le troisième album studio du groupe américain Blondie, sorti en septembre 1978. Robert Fripp joue de la guitare sur Fade away and radiate.

## Histoire
Parallel Lines est un poème de Deborah Harry qu'elle n'a jamais mis en musique.

## Contenu
Il s'agit du premier album de Blondie avec Nigel Harrison. Dix titres sur douze ont été composés par les membres du groupe.
- Hanging on the Telephone est une reprise des Nerves (1976, composition de Jack Lee)
- Will Anything Happen est une composition de Jack Lee pour Blondie
- I'm Gonna Love You Too est une reprise de Buddy Holly (1958)
- Once I Had a Love (a.k.a. The Disco Song) (1978 demo) est une version alternative de Heart of Glass
- Bang a Gong (Get It On) est une reprise de T. Rex (1971)

En 2001, Capitol Records réédite l'album avec quatre titres supplémentaires. Pour les 30 ans de ce classique, EMI-Capitol, publie, en juin 2008, un CD/DVD collector.

## Réception
Parallel Lines fut l'album le plus populaire et le plus vendu de Blondie (il fut notamment n° 1 au Royaume-Uni et n° 6 au Billboard 200 aux États-Unis) et contient pas moins de six singles sur douze titres dont quelques « classiques » comme Hanging on the Telephone, Sunday Girl et surtout Heart of Glass (n° 1 aux États-Unis, au Royaume-Uni, en Allemagne, en Australie, etc).
Il a été certifié disque de platine par la Recording Industry Association of America (RIAA) le 6 juin 1979.
En 2003, l'album s'est classé en 140e position de la liste des « 500 plus grands albums de tous les temps » établie par le magazine américain Rolling Stone, tandis qu'en 2005 la chaîne de télévision britannique Channel 4 le classait en 94e position des « 100 plus grands albums de tous les temps ».
Le 6 avril 2024, la Bibliothèque du congrès l'ajoute au Registre national des enregistrements en le qualifiant d'album « qui a contribué à définir la musique New Wave, en produisant l'énorme succès "Heart of Glass" et en les plaçant dans le peloton de tête des groupes de rock ».

## Liste des titres
| 1. | Hanging on the Telephone | Jack Lee                         | 2:17 |
| 2. | One Way or Another       | Deborah Harry, Nigel Harrison    | 3:31 |
| 3. | Picture This             | Harry, Chris Stein, Jimmy Destri | 2:53 |
| 4. | Fade Away and Radiate    | Stein                            | 3:57 |
| 5. | Pretty Baby              | Harry, Stein                     | 3:16 |
| 6. | I Know but I Don't Know  | Frank Infante                    | 3:53 |

| 1. | 11:59                  | Destri                                      | 3:19 |
| 2. | Will Anything Happen?  | Jack Lee                                    | 2:55 |
| 3. | Sunday Girl            | Stein                                       | 3:01 |
| 4. | Heart of Glass         | Harry, Stein                                | 3:54 |
| 5. | I'm Gonna Love You Too | Joe B. Mauldin, Niki Sullivan, Norman Petty | 2:03 |
| 6. | Just Go Away           | Harry                                       | 3:21 |

| 13. | Once I Had a Love (aka The Disco Song) (1978 version) | Harry, Stein | 3:18 |
| 14. | Bang a Gong (Get It On) (Live)                        | Marc Bolan   | 5:30 |
| 15. | I Know but I Don't Know (Live)                        | Infante      | 4:35 |
| 16. | Hanging on the Telephone (Live)                       | Lee          | 2:21 |

## Musiciens

### Blondie
- Deborah Harry : chant
- Chris Stein : guitare
- Frank Infante : guitare
- Nigel Harrison : basse
- Jimmy Destri : claviers
- Clem Burke : batterie

### Musicien additionnel
- Robert Fripp : guitare sur Fade Away and Radiate